# Fatima al-Fihriya
فاطمة الفهرية
Fatima al-Fihriya, surnommée Omm-al-bannine  (« mère des deux fils ») ou Omm-al-Cassim (« mère de Cassim »), est née vers 800 à Kairouan en Tunisie et morte en 880 à Fès, elle aurait fondé l'université Al Quaraouiyine à Fès, au Maroc, qui est considérée comme la  plus ancienne université du monde encore en activité.

## Biographie traditionnelle
Les nibas al-Fihriya et al-Qurayshiya indiquent que la famille de Fatima est issue du clan des Fihrides de la tribu de Coreïch. Fatima est du même clan qu'Oqba Ibn Nafi al-Fihri, général ayant participé à la conquête musulmane du Maghreb (647-709), et de la même tribu que Mahomet, fondateur de l'islam.
Fatima naît vers 800 à Kairouan, en Ifriqiya, à l'époque de l'émirat des Aghlabides. Son père, Mohamed ibn Abd-Allah al-Fihri al-Qurayshi, est un riche négociant Kairouanais, et elle a une sœur, Maryam. Vers 825, sa famille migre à Fès pour des raisons financières, puis elle se marie et a deux garçons. Fatima hérite d'une fortune immense aux décès de son père et de son mari. En 859, les deux sœurs, très éduquées et pieuses, reçoivent l'autorisation de construire des mosquées : Maryam celle des Andalous (Andalousiyine) et Fatima celle des Kairouanais (Karaouiyine). Fatima supervise la construction de la Karaouiyine et meurt vers 880 à Fès,.

## Historicité
L'existence de Fatima al-Fihriya est remise en question de nos jours, en raison d'un manque de sources à son sujet et du fait que les sources rapportant son histoire sont peu fiables.

### Arguments contre
L'historien Ibn Abi Zar (mort en 1326) est le premier à les mentionner cinq siècles après les faits supposés. Cependant, l'auteur du Rawd al-Qirtas est vu par la recherche contemporaine comme peu fiable, commettant plusieurs anachronismes et embellissant le passé, aussi Chafik T. Benchekroun considère que l'aventure de la fondation des plus importantes mosquées de Fès par deux sœurs est trop belle, et Ibn Abi Zar se serait inspiré de l'histoire d'une riche et pieuse veuve émigrante, appelée Fatima al-Fihriya, qui aurait eu une proximité avec Mahomet et été grande prêcheuse de l’islam.
Outre le manque de sérieux d'Ibn Abi Zar, Benchekroun pointe plusieurs autres détails qui jouent en faveur d'une supercherie :
- son konya est Omm-al-Cassim quand Mahomet portait celui d'Abou-al-Cassim ;
- Fatima porte le nom du fondateur de Kairouan (Oqba al-Fihri) ;
- ses prénom et filiation ressemblent à celle de Fatima Zahra, fille de Mahomet [Mohamed], fils d'Abd-Allah ;
- que la méticuleuse description de la mosquée lors de sa fondation contient plusieurs erreurs chronologiques ;
- les plus anciens érudits marocains généreux en détails de l'histoire de Fès n'en parlent pas.

En sus, lors de rénovations dans les années 1950, au-dessus du mihrab original de la Karaouiyine, l’archéologue Henri Terrasse découvre un chevron de bois, avec une inscription coufique proclamant la fondation du lieu en 877 par Daoud, fils de l’émir du Maroc Idris II et gouverneur de Fès,.

### Arguments pour
Pour une partie de la recherche, Fatima al-Fihriya est un personnage historique. Mohammed Mezzine, citant Abdelhadi Tazi, affirme que l’absence de la mention de Fatima al-Fihriya sur le chevron en bois s’explique car on n’évoquait pas les personnes ayant financé la mosquée, mais le prince, l’émir.

## Postérité
Fatima al-Fihriya est considérée avec sa sœur Maryam comme de saintes femmes pour avoir construit deux grandes mosquées. On ajoute à la sainteté de Fatima son jeûne durant toute la durée de la construction de la Karaouiyine.
Un prix Fatima al-Fihiriya a été créé en 2017 à l'université de Kairouan. Il récompense les initiatives pour l'accès des femmes à la formation et aux responsabilités professionnelles,.
Un programme universitaire et une bourse ont été mis en place en l'honneur d'al-Fihri « Erasmus Mundus Fatima al-Fihri » destinée aux étudiants universitaires d'Europe et d'Afrique du Nord,.
Au moment de l'élection controversée de Sadia Saifouddine, en 2014, première étudiante musulmane nommée comme déléguée des étudiants de l'université de Berkeley,, l'imam et militant associatif Omar Mahassin rappelle que de nombreuses femmes ont joué un rôle dans la transmission des textes saints et de la doctrine musulmane dans les premiers temps de l'islam et cite son nom parmi d'autres érudites telles que Nafisa al-Sayyiida, Chahda al-Abari, Fatima bint Hussein et Oum Adardaa.